# Stephanolepis
Stephanolepis is een geslacht van straalvinnige vissen uit de familie van vijlvissen (Monacanthidae).

## Soorten
- Stephanolepis auratus (Castelnau, 1861)
- Stephanolepis cirrhifer (Temminck & Schlegel, 1850) – Straalvin vijlvis
- Stephanolepis diaspros Fraser-Brunner, 1940
- Stephanolepis hispidus (Linnaeus, 1766)
- Stephanolepis setifer (Bennett, 1831)